# Blepharodon hatschbachli
Blepharodon hatschbachli är en oleanderväxtart som beskrevs av Fontelia och Marquete. Blepharodon hatschbachli ingår i släktet Blepharodon och familjen oleanderväxter. Inga underarter finns listade i Catalogue of Life.